# Surhuizum
Surhuizum (Fries: Surhuzum, [sör’hüzm]) is een dorp in de gemeente Achtkarspelen, in de Nederlandse provincie Friesland.
Surhuizum ligt ten noordoosten van Drachten, aan de N358 tussen de dorpen Surhuisterveen en Augustinusga. Het dorp telde in 2023 1.265 inwoners. Onder Surhuizum vallen ook de buurtschappen Buwetille (deels), Kortwoude (grotendeels), Ophuis, Surhuizumer Mieden (grotendeels) en Vierhuizen (klein deel).
Het dorp is van oorsprong een streekdorp, eentje die sterk agrarisch was hetgeen goed af te zien is aan de soms statige boerderijen die aan weerszijden van de hoofdstraat (Doarpstrjitte) staan. De plaatsnaam verwijst waarschijnlijk naar het feit dat vanuit noordelijke gelegen gebied is ontstaan, en dit de zuidelijke huizen waren.
De naam werd in de loop der eeuwen verschillend gespeld, gezien de vermelding op de kaarten van Friesland: Suijrhuijsum (1566), Suyerhuisum (1568), Surhuysem (1660), Suyrhuysum (1664), Suurhusen (1680), Surhuysen (1709), Syrhusen (1717), Zuurhuizum (1787).

## Geschiedenis

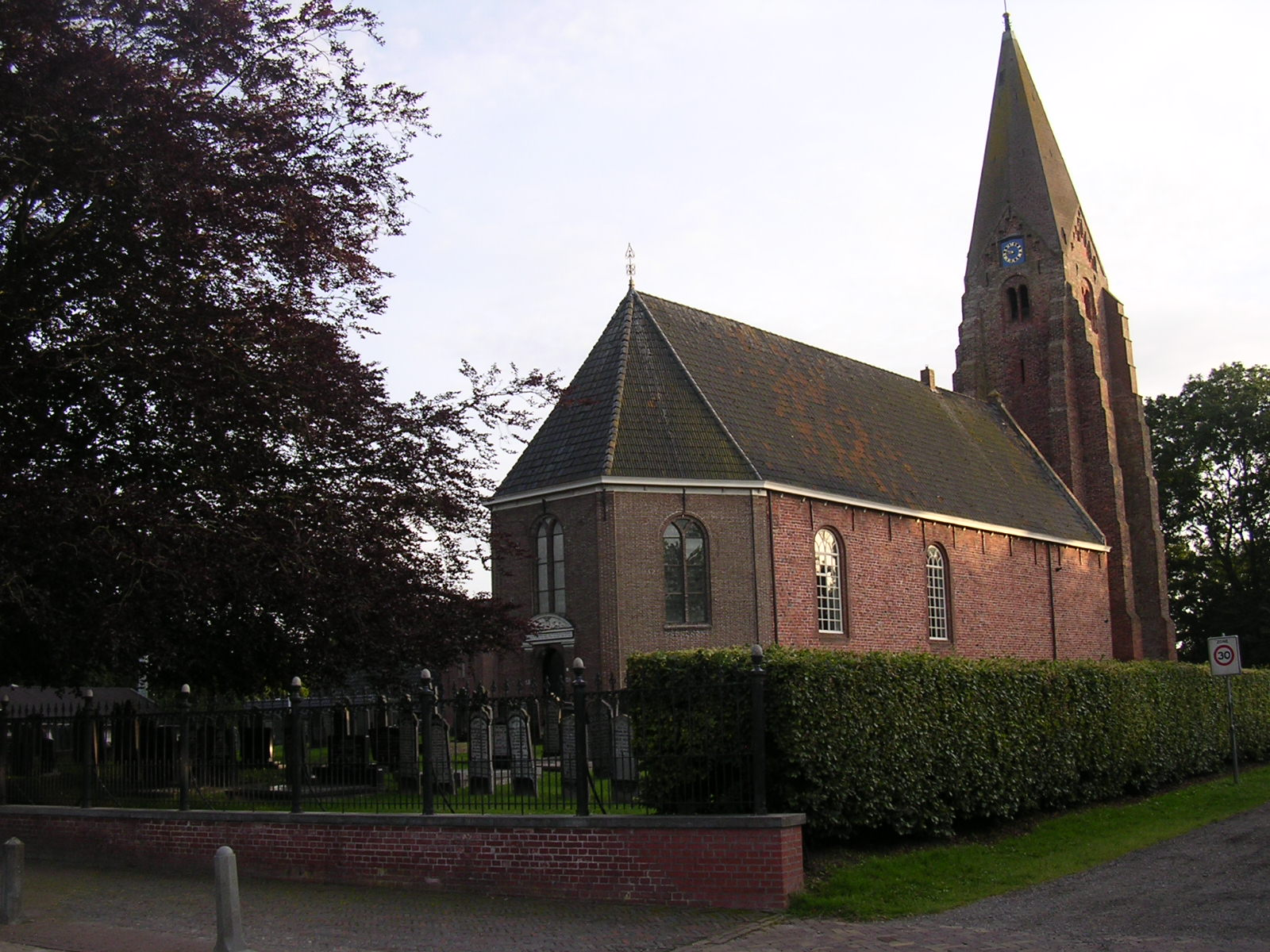
De Antoniuskerk in 2008

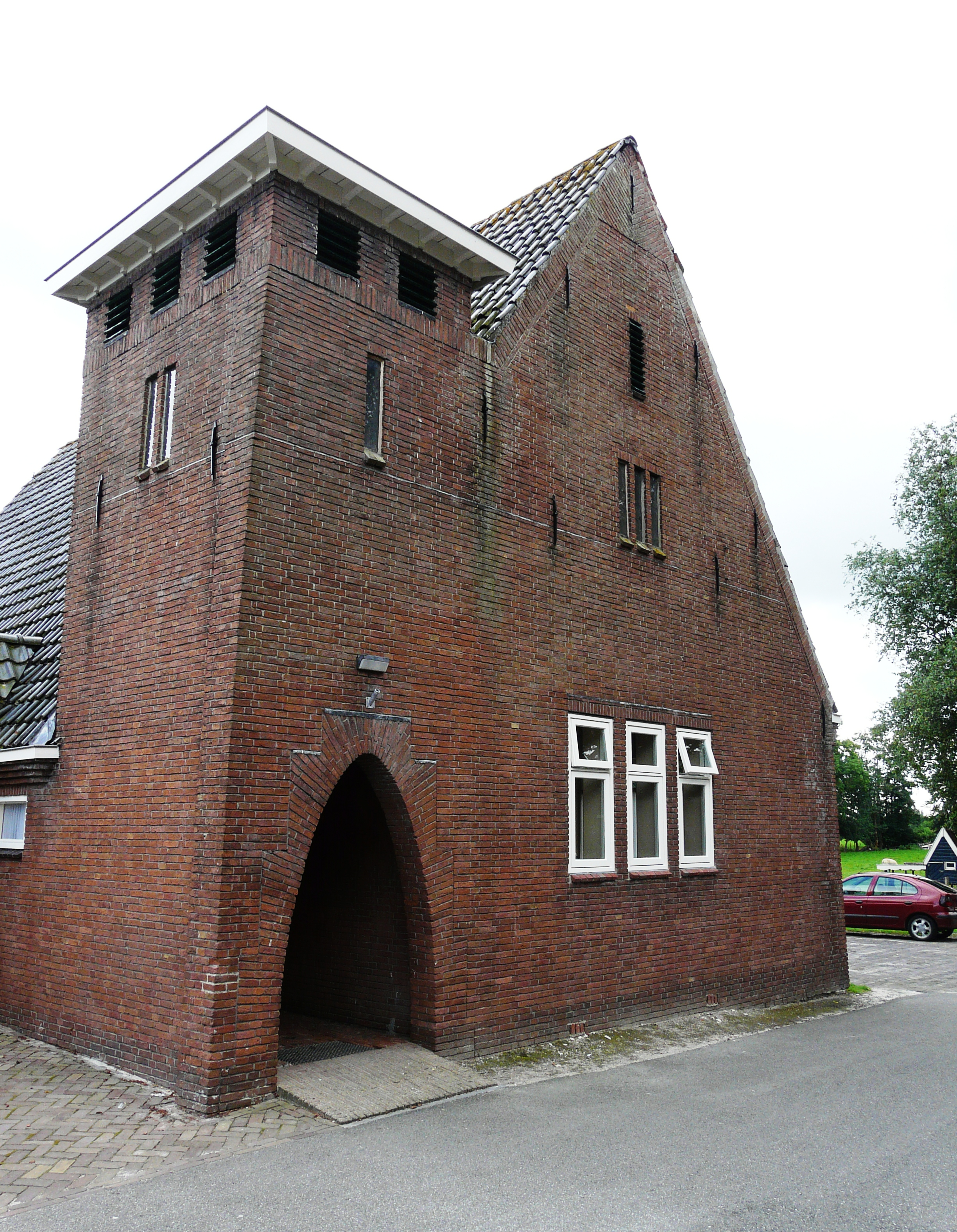
Het Verenigingsgebouw (de voormalige consistorie) in 2009

Mogelijk stond al in de 12e eeuw een houten kerk op de plek van de kerkelijke begraafplaats, maar hierover is verder niets bekend. Begin 13e eeuw was het veenmoeras rondom het dorp zover ontgonnen (waarschijnlijk met de Lauwers en de Oude Ried als ontginningsassen) dat er een stenen kerk kon worden gebouwd. Het dorp wordt voor het eerst genoemd in een preek die Olifernus in 1217 op het kerkhof hield om de mensen op te roepen deel te nemen aan de Vijfde Kruistocht.
In een krantenartikel uit 1924 staat dat in het jaar 1213 de kruisprediker Olivier van Keulen de landzaten ter kruisvaart opriep en er aan den Hemel een
groot kruis verscheen, stralend in het zonnelicht.
Volgens de overlevering zouden 80 schepen met kruisvaarders de Lauwers afgevaren zijn. Bij de kerk werd ook een markante romaanse toren gebouwd met 8 hoge verspringende steunberen (twee aan elke zijde) en met een gemetselde spits (het enige andere Friese voorbeeld van een gemetselde spits bevindt zich in Harich, in Groningen zijn de juffertorens bekend). Het dorp vormde de grootste kern van de acht kerspelen in de middeleeuwen en vormde de grootste kern van de grietenij, waarbinnen ook het kerkdorp Kortwoude was gelegen (een van de acht kerspelen), dat echter wegens bevolkingstekort (om de kerk te kunnen onderhouden) in 1441 toestemming kreeg van de paus om zich aan te sluiten bij Surhuizum.
Kortwoude vormt nu een buurtschap ten noorden van Surhuisterveen. In 1594 werd de kerk verwoest door de Spanjaarden, waarna ze in 1614 weer werd opgebouwd uit de overblijfselen. In de 17e eeuw was Surhuisterveen zover gegroeid dat ze een eigen kerk kon betalen en zich af kon scheiden van Surhuizum. De kerk staat nu los van de toren, die er op voor Friesland unieke wijze mee is verbonden door een stenen luchtbrug.
Eind 19e en begin 20e eeuw werden een aantal notabele en burgerwoningen gebouwd in de buurt van de kerk. Een van de markantste is het Verenigingsgebouw van de Nederlands Hervormde Kerk uit 1929 tegenover de kerk in de stijl van de Amsterdamse School naar een ontwerp van architect J.C. Velding. De toren van dit gebouw had tot midden jaren 1950 een met lood beklede koepel. Daarnaast zijn er nog twee andere monumenten in Surhuizum.
Aan oostzijde van het dorp werd met name in de jaren 1960 en 1970 flink uitgebreid in de richting van de weg tussen Surhuisterveen en Buitenpost.

## Bevolking
| 859                               | 1047* | 1433 | 1407 | 1300 | 1275 | 1270 | 1272 | 1346 | 1349 | 1356 | 1302 | 1295 | 1290 | 1275 | 1265 |
| * waarvan 202 buiten bebouwde kom |       |      |      |      |      |      |      |      |      |      |      |      |      |      |      |

## Geboren in Surhuizum
- Siebe Hansma (1949), beeldend kunstenaar

## Openbaar vervoer
Door Surhuizum rijdt vervoerder Qbuzz met lijn 12 (Buitenpost - Surhuizum - Surhuisterveen - Drachten) langs diverse haltes.